# Pityrogramma calomelanos x chrysophylla
Pityrogramma calomelanos x chrysophylla là một loài dương xỉ trong họ Pteridaceae. Loài này được Domin mô tả khoa học đầu tiên.
Danh pháp khoa học của loài này chưa được làm sáng tỏ. 